# Пещера Ла-Пенья-де-Кандамо
Ла-Пенья-де-Кандамо (исп. Cueva de la Peña de Candamo) — пещера в астурийском муниципалитете Кандамо в деревне Сан-Роман. Пещера включена в список Всемирного наследия ЮНЕСКО с июля 2008 года в составе объекта «Пещера Альтамира и наскальное искусство периода палеолита на севере Испании».
Ла-Пенья-де-Кандамо — естественная пещера длиной около шестидесяти метров. Она была обнаружена местным жителем по прозвищу «Эль Кристо» во второй половине XIX века. Официально она была обнаружена в 1914 году, а в 1919 году Эдуардо Эрнандес Пачеко опубликовал её научное исследование. Возраст рисунков считается около 18 тысяч лет, что соответствует так называемому солютренскому периоду, хотя есть споры о том, относятся ли некоторые из гравюр к более ранним временам («тюлень», около 30 тысяч лет) или к более поздним (гравюры менее холодной фауны, или угри, около 13 тысяч лет).
Пещера и ее картины, должно быть, имели магико-ритуальный смысл для тех палеолитических людей в соответствии с обычными интерпретациями этого вида искусства (Анри Брей, 1877—1961), которые подтверждаются археологическими исследованиями, которые проводились в этой пещере: внутри почти не было найдено останков принадлежностей, характерных для проживания в пещере, что предполагает, что входы, которые они совершали в нее, должны были быть очень ограниченными и в очень определенное время. Вместо этого в хижине, расположенной в нескольких метрах от пещеры, были обнаружены некоторые предметы, указывающие на жилье.
Неконтролируемый наплыв посетителей привели к необратимому повреждению пещеры, в результате чего её пришлось закрыть на восстановление. Сравнение рисунков, сделанных в мастерской Пачеко в 1919 году, с нынешней пещерой свидетельствует о нанесенном ужасном ущербе.
Пещеру можно разделить на:
- Нижняя комната, или комната красных знаков, представляет собой небольшую комнату, расположенную у входа справа, в которой представлены различные знаки красного цвета.
- Входная галерея — это входная галерея в пещеру.
- Зал гравюр, пройдя в этот зал узким проходом, мы видим справа стену, известную как стена гравюр. Этот зал служит распределением для остальных залов. В этой комнате, помимо стены, находится сталагмитический могот, сталагмитовый откос и небольшая комната с картиной. Стена гравюр представляет собой стену шесть метров в длину и восемь в высоту. Это сложная композиция фигур, состоящая из трех групп фигур, связанных между собой переходными рисунками.
- Галерея ла Батиссиас
- Эль-Камарин, это самая важная часть представлений пещеры-Эль-камарин. Это ниша, расположенная в самой верхней части зала гравюр. На этом изображении можно увидеть лошадей и фигуру быка. Выделяется из этого ансамбля изображение лошади с большим мастерством, эмблема пещеры.

В марте 2007 года в Теверге был открыт парк предыстории Теверги, в котором хранится репродукция пещеры, выполненная Педро Саурой и Матильдой Мускис, профессорами Факультета изящных искусств Мадридского университета Комплутенсе.
Количество посетителей ограничено сорока пятью людьми в день в течение трех месяцев, и у входа есть центр устного перевода.
В деревне Сан-Роман, внутри Дворца Вальдес, существует Центр интерпретации пещеры Кандамо, открытый круглый год и с репродукцией части пещеры внутри.